# Gnypeta minuta

Gnypeta minuta  (лат.) — вид коротконадкрылых жуков из подсемейства Aleocharinae. Северная Америка.

## Распространение
Канада (Нью-Брунсвик, Саскачеван).

## Описание
Мелкие коротконадкрылые жуки, длина тела 2,3 мм. Ширина пронотума на 1/6 меньше чем ширина надкрылий. Голова немного уже переднеспинки. Основная окраска тёмно-коричневая. Опушение желтоватое, короткое и плотное. Усики 11-члениковые. Передние лапки 4-члениковые, средние и задние лапки 5-члениковые (формула 4-5-5). Тело тонко пунктированное, слабо блестящее.
Взрослые особи были пойманы в июне на песчано-глинистом берегу реки. Также в лесной подстилке с преобладанием клёна серебристого (Acer saccharinum).
Вид был впервые описан в 2008 году канадскими энтомологами Яном Климашевским (Jan Klimaszewski; Laurentian Forestry Centre, Онтарио, Канада) и Реджинальдом Уэбстером вместе с видом G. canadensis.